# António Bernardo Ferreira

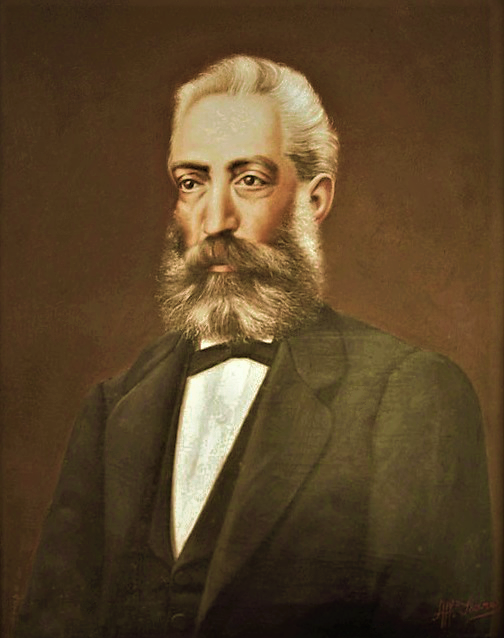
Retrato de António Bernardo Ferreira (Santa Casa da Misericórdia de Peso da Régua)

António Bernardo Ferreira (Peso da Régua, 28 de Julho de 1835 - Porto, 25 de Fevereiro de 1907) foi um político e empresário português do século XIX.
Era filho de Antónia Adelaide Ferreira, a conhecida Ferreirinha dos vinhos do Porto, tendo herdado o nome do pai e do avô paterno. Em 1852 casou na freguesia da Vitória, no Porto, com Antónia Cândida Plácido Braga, irmã de Ana Plácido que teve o famoso relacionamento ilícito com Camilo Castelo Branco, com quem, em segundas núpcias, acabou por casar.
António Bernardo Ferreira enveredou pela política, sendo deputado pelo Partido Progressista. Tornou-se "fidalgo da Casa Real", comendador e figura de proa no Porto de meados do século XIX.
Foi presidente da então Associação Industrial Portuense, hoje chamada Associação Empresarial de Portugal, entre 1859 e 1867. Durante a sua presidência foram organizadas a Exposição Industrial de 1861, no Palácio da Bolsa, e a Exposição Internacional de 1865, no Palácio de Cristal.
O mandato de António Bernardo Ferreira foi marcado por dois factos importantes: Por um lado, assistiu-se ao progressivo abandono dos artesãos e pequenos industriais, na época chamados artistas, que tinham dado à Associação Industrial Portuense um certo carácter interclassista, passando esta a ser dominada pelos grandes industriais. Por outro lado, dá-se uma grande aproximação à Associação Industrial do Porto, durante muito tempo sua organização rival, cruzando-se membros dos corpos directivos e assumindo-se posições públicas conjuntas.
António Bernardo Ferreira foi, também, director da Real Sociedade Humanitária e da Sociedade Agrícola.